# Leonor Urraca de Castela

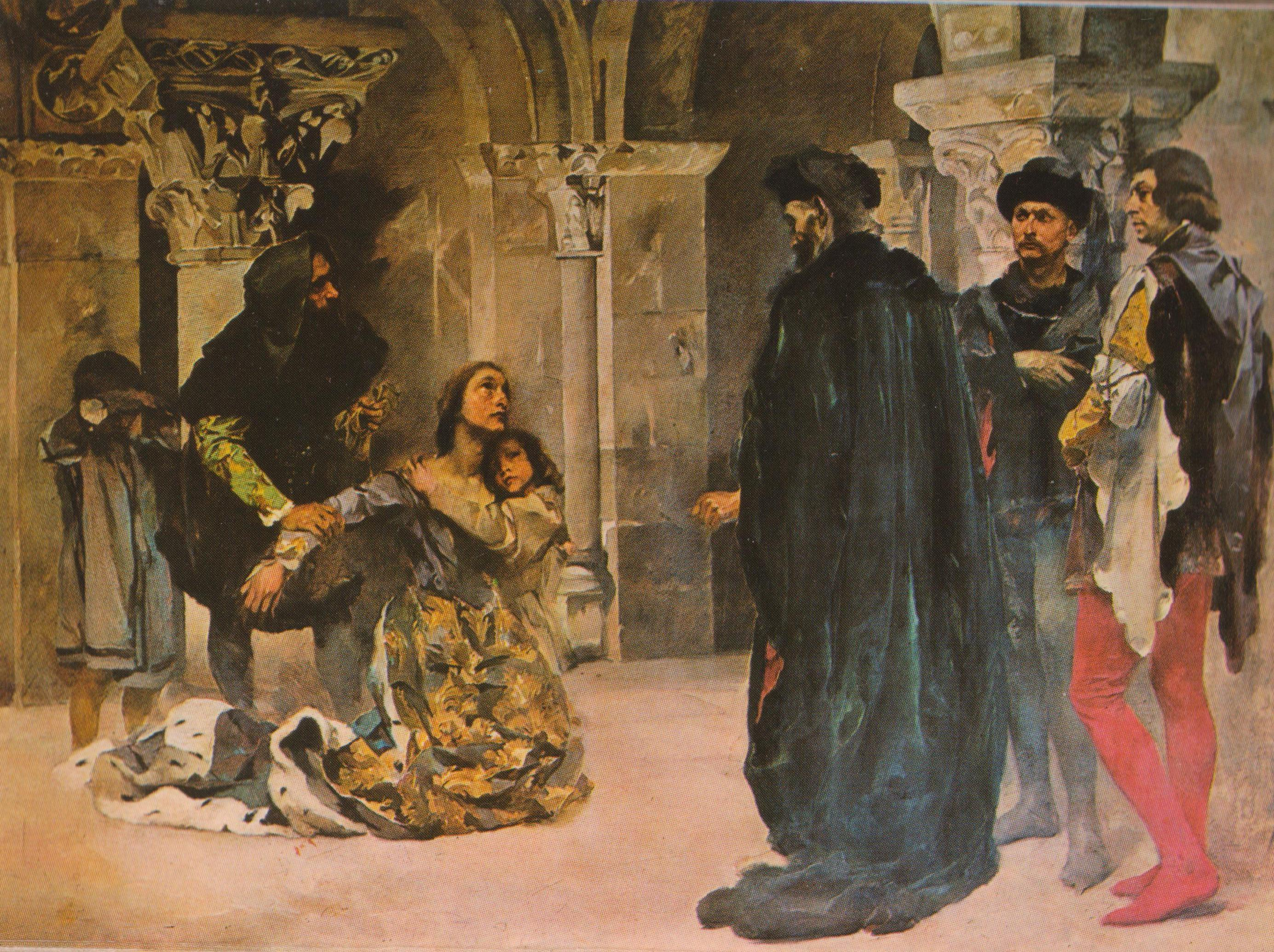
Drama de Inês de Castro por Columbano Bordalo Pinheiro. D. Leonor era neta de D. Inês de Castro e Pedro I de Portugal, descendendo assim dos primeiros reis portugueses.

Leonor Urraca de Castela ou Leonor de Alburquerque (1374 - 16 de dezembro de 1435), cognominada A Dama Rica (em castelhano: la Ricahembra), foi infanta de Castela e senhora de Alburquerque e rainha de Aragão como consorte de Fernando I.

## Biografia
Era filha de Sancho Afonso de Castela, conde de Alburquerque, e de Beatriz de Portugal. Seu pai era filho do rei Afonso XI de Castela e de sua amante Leonor de Gusmão, o que o fazia irmão de Henrique II de Castela e Leão. Sua mãe era filha de Pedro I de Portugal e de sua infeliz amante e segunda consorte, Inês de Castro, morta às ordens do sogro. Leonor era muito rica, tendo herdado grandes propriedades de seu pai.
Em 1394, aos vinte anos, com grande apoio das Cortes castelhanas, casou-se com o infante Fernando, filho de João I, rei de Castela e Leão, e de Leonor de Aragão. Seu esposo era irmão mais novo de Henrique III, rei de Castela e Leão, que se casara no início daquele ano. Leonor e Fernando tiveram sete filhos, dos quais três varões e duas varoas:
1. Afonso V (1394 - 27 de junho de 1458), rei de Aragão e da Sicília;[1][2]
2. Maria, Rainha de Castela (1396 - 18 de fevereiro de 1445), rainha consorte de seu primo João II de Castela;
3. João II (29 de junho de 1398 - 20 de janeiro de 1479), rei consorte de Navarra e depois rei de Aragão em sucessão ao irmão Afonso;
4. Henrique, Duque de Vilhena (1400 - 15 de junho de 1445), conde de Alburquerque;
5. Leonor, Rainha de Portugal (1402 - 19 de fevereiro de 1445), rainha consorte de Duarte I de Portugal;
6. Pedro, Duque de Noto (1406 - 17 de outubro de 1438), conde de Alburquerque;
7. Sancho de Aragão (1410 - março de 1416), grão-mestre das ordens de Calatrava e Alcântara.

Depois que o tio de Fernando, Martim I de Aragão, morreu sem descendentes vivos, Fernando foi escolhido para sucedê-lo como rei, segundo o Compromisso de Caspe, em 1412. No entanto, ele viria a falecer quatro anos depois e dois de seus filhos, Afonso e João, sucederam-no como rei de Aragão.
Viúva aos 42 anos, Leonor retirou-se para Medina del Campo. Ela testemunhou os confrontos entre seus filhos e o partido encabeçado por Álvaro de Luna, condestável de Castela pelo rei João II. Em seus primeiros, porém infelizes esforços para conquistar Castela, eles raptaram João II de seus aposentos em Tordesilhas, mas Luna veio em seu resgate e um dos infantes aragoneses, Henrique, foi preso. Quando Leonor foi a Castela em seu interesse, ela foi encarcerada sob as ordens de Luna no convento de Santa Clara em Tordesilhas. Terminou perdendo algumas propriedades para Luna.
Faleceu em Medina del Campo, aos 61 anos.

## Galeria

Leonor Urraca de Castela
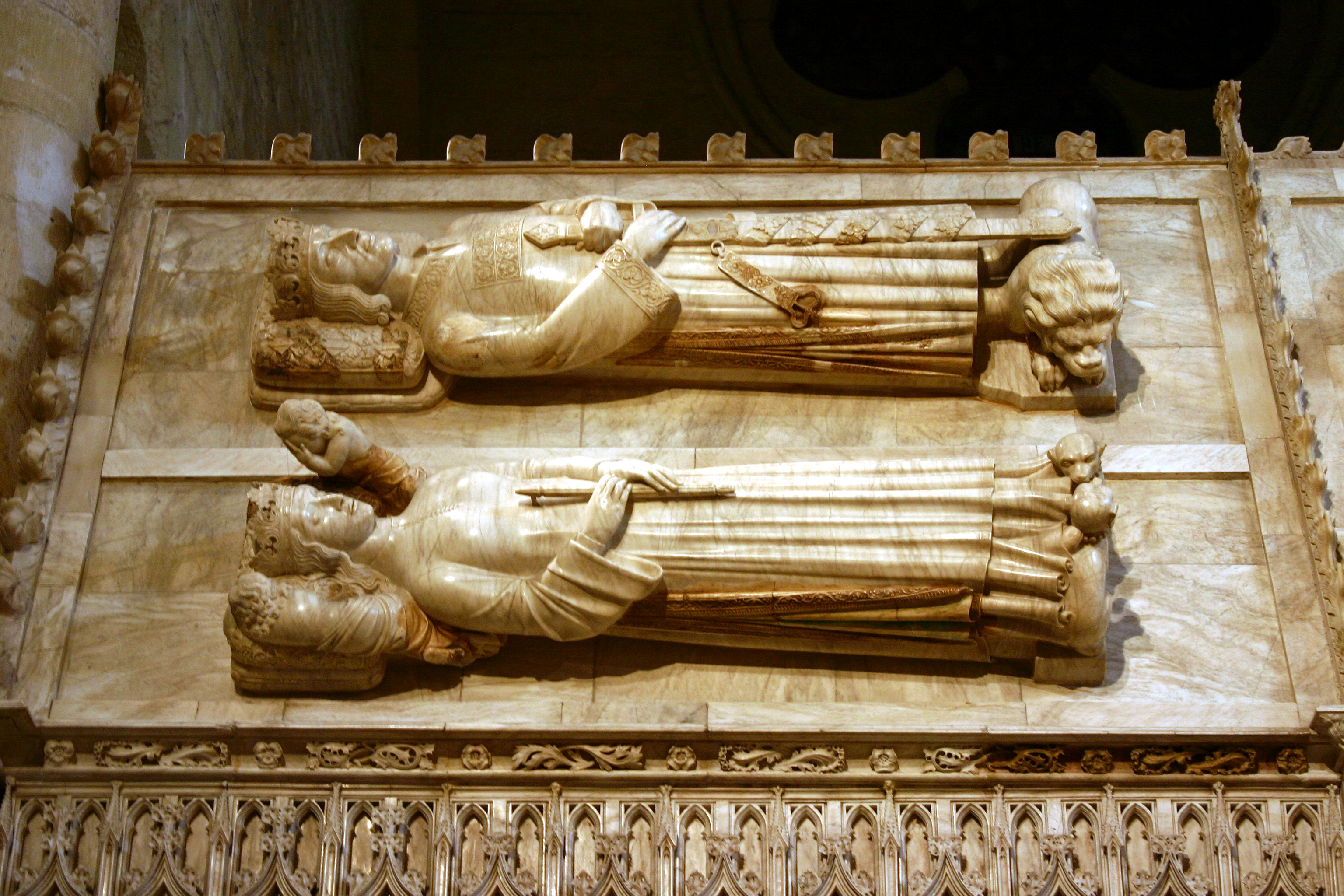
Túmulo de Leonor e Fernando I de Aragão no Mosteiro de Poblet, na Catalunha.